# John Sutherland, 16. Earl of Sutherland
John Sutherland, 16. Earl of Sutherland (getauft 3. März 1661; † 27. Juni 1733) war ein schottisch-britischer Peer, Politiker und Militär.

## Leben
Er entstammte einer Nebenlinie des Clan Gordon und war der älteste Sohn des George Gordon, 15. Earl of Sutherland aus dessen Ehe mit Lady Jean Wemyss. Als Heir apparent seines Vaters führte er von 1663 bis 1703 den Höflichkeitstitel Lord Strathnaver. Beim Tod seines Vaters erbte er 1703 dessen Adelstitel als Earl of Sutherland. Über seine Urururgroßmutter Elizabeth Sutherland, 10. Countess of Sutherland, war er ein Nachfahre und Erbe der Chiefs des Clan Sutherland. 1690 änderte er seinen Familiennamen von „Gordon“ zu „Sutherland“ und wurde 1719 vom Court of the Lord Lyon als Chief des Clan Sutherland anerkannt.
1687 wurde er ins schottische Privy Council aufgenommen und unterstützte 1688 die Glorious Revolution. Im Pfälzischen Erbfolgekrieg diente er von 1694 bis 1697 als Colonel eines Infanterieregiments in Flandern.
Aufgrund seines Earlstitels war er ab 1703 Mitglied des schottischen Parlaments. 1706 war er einer der schottischen Gesandten zu den Verhandlungen über die Union mit England. Von 1707 bis 1708 und von 1715 bis 1733 war er als schottischer Representative Peer Mitglied des britischen House of Lords.
In der British Army wurde er 1715 in den Rang eines Lieutenant-General befördert und beteiligte sich an der Niederschlagung des Jakobitenaufstandes. Von 1715 bis 1725 hatte er die Ämter des Lord Lieutenant von Caithness, Elgin, Nairn, Orkney, Ross and Cromarty und Sutherland inne. 1716 wurde er als Knight Companion in den Distelorden und 1720 ins britische Privy Council aufgenommen.

## Ehen und Nachkommen
In erster Ehe heiratete er am 28. April 1680 Lady Helen Cochrane († 1690), Schwester des John Cochrane, 2. Earl of Dundonald. Mit ihr hatte er einen Sohn und drei Töchter:
- William Sutherland, Lord Strathnaver (1683–1720), MP, ⚭ 1705 Catherine Morison († 1765);
- Lady Jean Sutherland († 1747) ⚭ 1702 James Maitland, Viscount Maitland (um 1680–1709), Sohn des John Maitland, 5. Earl of Lauderdale;
- Lady Helen Sutherland († 1749);
- Tochter († 1686), starb als Säugling.

In zweiter Ehe heiratete er Lady Catherine Tollemache († 1703), Witwe des James Stuart, Lord Doune, Sohn des Alexander Stuart, 5. Earl of Moray, und Tochter des Sir Lionel Tollemache, 3. Baronet. Die Ehe blieb kinderlos.
In dritter Ehe heiratete er am 12. August 1727 Frances Hodgson († 1732), Witwe des Sir John Travell, Tochter des Sir Thomas Hodgson. Die Ehe blieb ebenfalls kinderlos.
Als er 1733 starb, war sein einziger Sohn bereits gestorben. Seinen Adelstitel erbte daher dessen zweiter und ältester überlebender Sohn William Sutherland.